# Jüdische Gemeinde Hardheim
Die Jüdische Gemeinde Hardheim in Hardheim im Neckar-Odenwald-Kreis (Baden-Württemberg) entstand bereits im Mittelalter und existierte mit Unterbrechungen bis zur Zeit des Nationalsozialismus, als die letzten jüdischen Einwohner Hardheims 1940 deportiert wurden.

## Geschichte

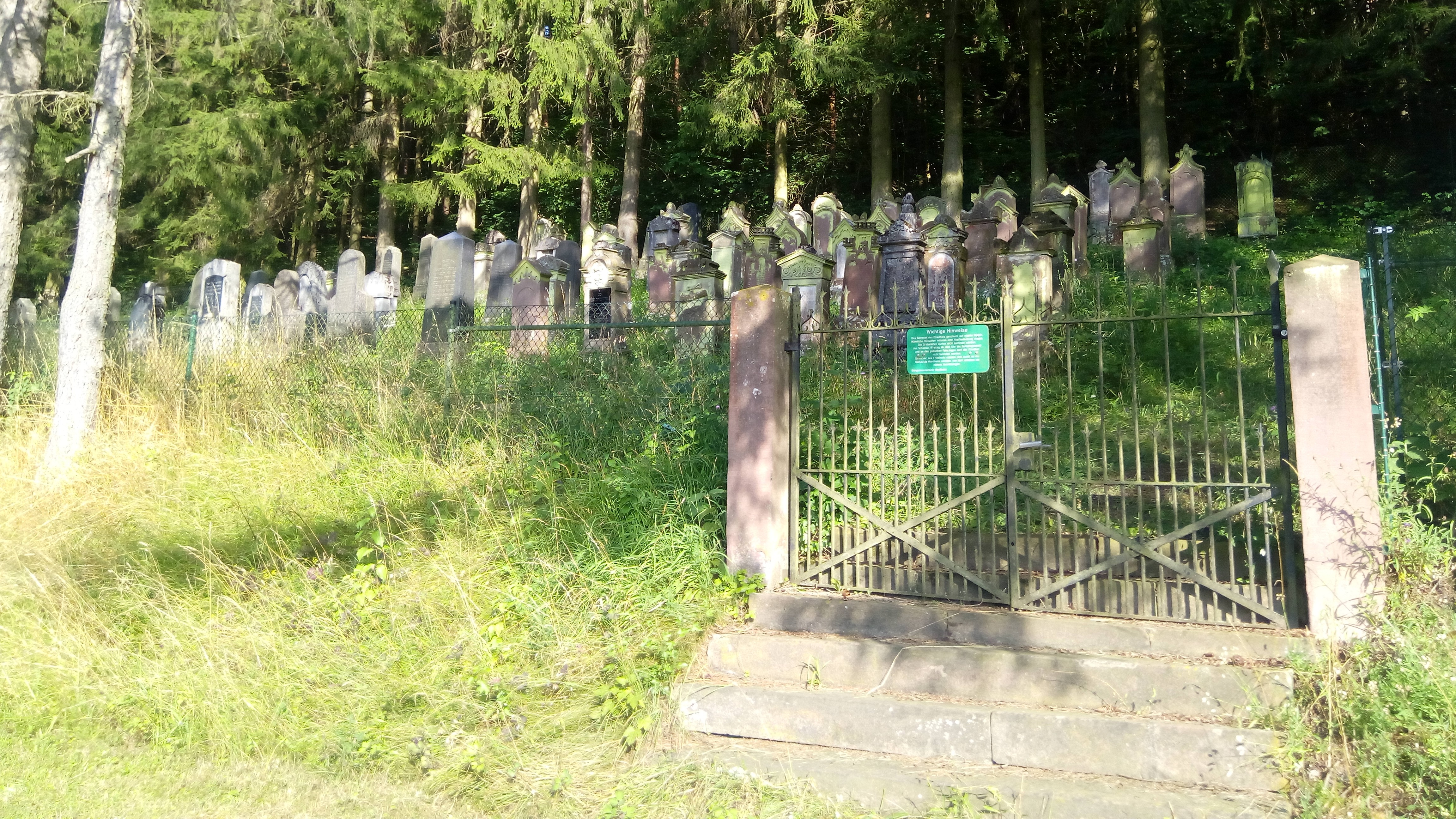
Friedhof der jüdischen Gemeinde Hardheim

In Hardheim gab es ab dem Mittelalter bis zur Zeit des Dritten Reiches eine über 600 Jahre lang bestehende jüdische Gemeinde. 1318 wurden in Hardheim erstmals Juden genannt, die von Kaiser Ludwig dem Bayer den Rittern Werner und Reinhard von Hardheim verpfändet wurden. 1349 kam es während der Pestzeit auch in Hardheim zu einer Judenverfolgung. 1451 wurden wieder Juden im Ort genannt.
Die jüdische Gemeinde Hardheim besaß einen Gebetsraum, eine Religionsschule, ein rituelles Bad und den jüdischen Friedhof Hardheim. Ein eigener Religionslehrer war angestellt, der zugleich als Vorbeter und Schochet tätig war. Seit 1827 gehörte die jüdische Gemeinde Hardheim zum Bezirksrabbinat Wertheim (später vertreten durch das Bezirksrabbinat Mosbach).
Die Zahl der jüdischen Einwohner Hardheims entwickelte sich im 19. und 20. Jahrhundert wie folgt: 1825 (76 jüdische Einwohner, 4,0 % von insgesamt 1.883 Einwohnern), 1875 (142, 6,8 % von 2.084), 1880 (158 Personen, 6,7 % von 2.345), 1895 (120, 5,6 % von 2.141), 1900 (136, 6,4 % von 2.116), 1910 (100, 4,6 % von 2.156), 1924 (70 Personen, 3,2 % von insgesamt etwa 2.200 Einwohnern), 1933 (noch 55 jüdische Einwohner), 1940 (Auflösung der jüdischen Gemeinde).
Ab 1933 kam es im Zuge des Nationalsozialismus zu verstärkten Repressalien und der Entrechtung sowie dem wirtschaftlichen Boykott jüdischer Geschäfte. In den folgenden Jahren zogen die meisten Mitglieder der jüdischen Gemeinde von Hardheim weg oder wanderten aus. Am 22. Oktober 1940 wurden die 17 noch in Hardheim verbliebenen Juden nach Gurs deportiert, von ihnen überlebten fünf.
Von 1816 bis 1940 sind in Hardheim 450 jüdische Personen geboren worden.
Von den jüdischen Personen, die in Hardheim geboren wurden oder längere Zeit im Ort wohnten, kamen in der Zeit des Nationalsozialismus die folgenden Personen nachweislich ums Leben:  Edith Billigheimer, Rika Billigheimer (1868), Rita Billigheimer (1902), Anna Cohn geb. Eschelbacher (1883), Rita Billigheimer geb. Urspringer (1902), Helene Eschelbacher (1863), Laura Eschelbacher (1888), Rosalie Frank geb. Halle (1872), Sofie Freimark geb. Eschelbacher (1873), Ernestine Halle (1888), Helene Halle (1890), Jeanette Halle geb. Lehmann (1861), Moses Halle (1886), Frieda Hanft (1883), Selma Hanft (1881), Babette Hirsch geb. Eschelbacher (1849), Ida de Jong geb. Wertheimer (1900), Berta Kolb (), Dina Leyser geb. Wertheimer (1896), Berta Reich geb. Wertheimer (1892), Rosa Schlechter geb. Sinsheimer (1878), Abraham Selig (1869), Lina Selig geb. Frank (1875), Sara Simon geb. Sinsheimer (1876), Sigmund Simon (1878), Ida Sinsheimer geb. Stein (1876), Joseph Sinsheimer (1880), Julius Sinsheimer (1865), Fritz Springer (1915), Abraham Straus (1876), Alfred Straus (1910), Klara Straus (1875), Selma Urspringer geb. Bonheim (1879), Ernstine Weichsel geb. Halle (1877), Felix Wertheimer (1886), Helena Wertheimer (1894), Isak Wertheimer (1898), Julius Wertheimer (1887), Ida Wijngaard geb. Straus (1877).